# Tokina
Tokina (トキナー) är en japansk tillverkare av kameraobjektiv samt videoövervakningsutrustning.

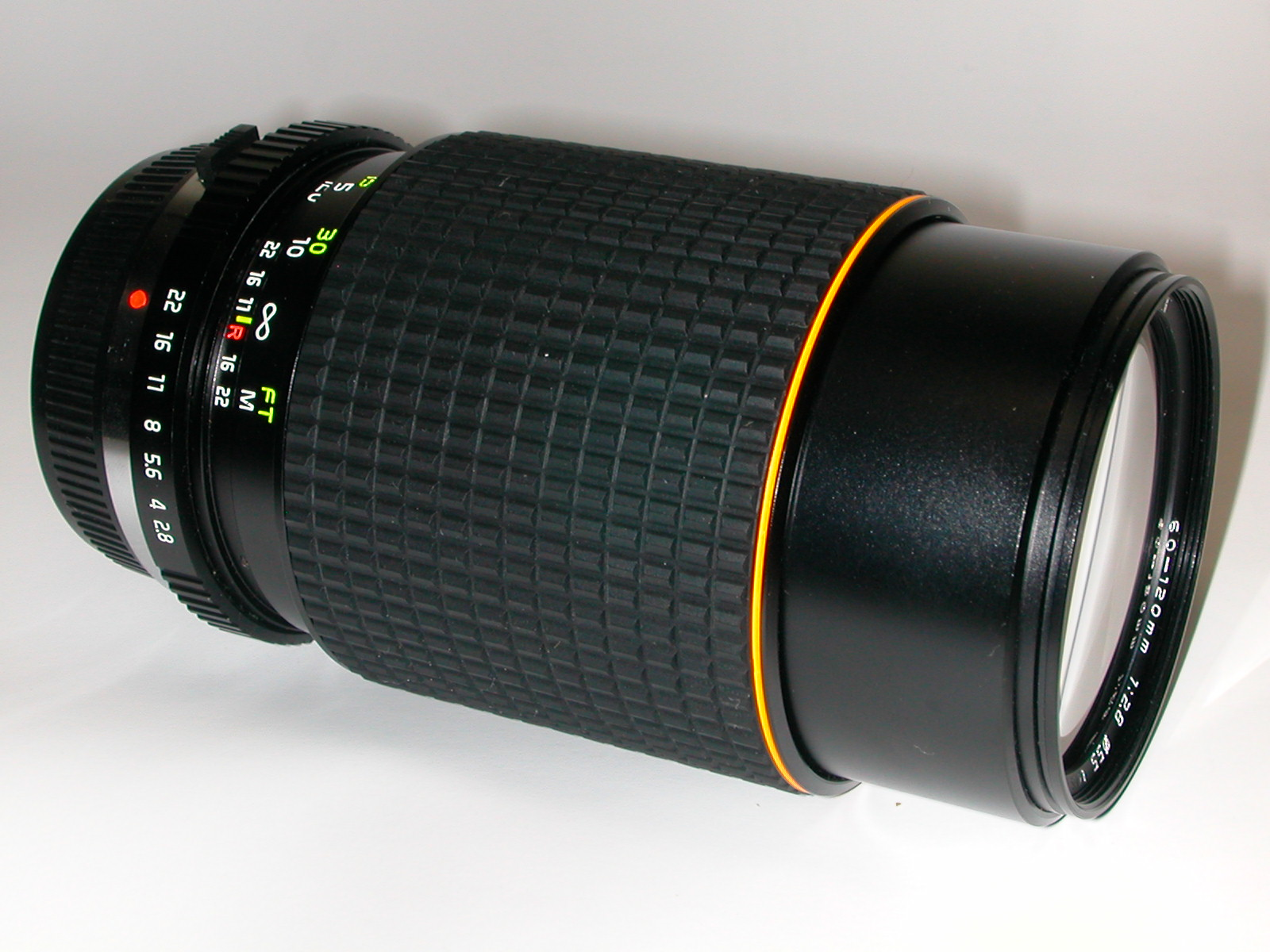
Tokina ATX 60–120 mm

Företaget grundades 1950 av avhoppare från Nikon och arbetade som legotillverkare åt andra fabrikat fram till 70-talet, då man började marknadsföra objektiv under eget namn. Fokus lades på högkvalitativa zoomobjektiv, en nisch som var relativt outforskad i en tid då systemkameror främst använde objektiv med fast brännvidd. Företaget är idag ett dotterbolag till Kenko, som tillverkar filter till kameraobjektiv.
Tokina tar det mesta av sitt optiska glas från Hoya, som tidigare ägde Pentax (stora delar av Pentax såldes till Ricoh i juli 2011). Pentax och Tokina utvecklar numera en rad objektiv ihop, där Pentax marknadsför utföranden med Pentax K-fattning under både sitt eget namn och med varumärket Schneider-Kreuznach, medan Tokina säljer samma objektiv med fattningar för andra kamerasystem under eget namn. Bestrykningar och utseende skiljer sig åt mellan märkena, medan den optiska formeln är gemensamt utvecklad.